# Türnich
Türnich is een plaats in de Duitse gemeente Kerpen, deelstaat Noordrijn-Westfalen, en telt 3.481 inwoners (2020).
De plaats Türnich vormde samen met Brüggen en Balkhausen tot 1975, toen ze bij een gemeentelijke herindeling aan Kerpen werd toegevoegd, de gemeente Türnich.
Ook nadien kan men Türnich in het noordwesten, Balkhausen in het midden en Brüggen in het zuidoosten wel beschouwen als één, ongeveer 17.500 hectare oppervlakte beslaande, plaats. De drie dorpen zijn door nieuwbouw uit de periode na 1970 aan elkaar vastgegroeid.
Door de drie dorpen, die ten oosten van de Autobahn A61 liggen, loopt één oude dorpsstraat (de Landstraße 163). Deze loopt ongeveer over het tracé van een oude Romeinse heirbaan van Bonn naar Neuss. Tussen de drie dorpen en de A 61 loopt de Erft. Het dal van dit (niet bevaarbare) riviertje is vanwege de aanwezigheid van zeldzame vogels, planten en insecten ecologisch waardevol. Hier en daar is het Erftdal natuurreservaat, op andere plekken kan men er mooi wandelen.

## Geschiedenis
In de middeleeuwen behoorde Balkhausen tot het Graafschap Gulik, later het Hertogdom Gulik. Leenvrouwe van de graven, later hertogen, van Gulik was de abdis van het Sticht Essen. Na de Napoleontische tijd kwam het aan de gemeente Türnich in Pruisen. In de 19e eeuw en de vroege 20e eeuw werden de drie Türnicher dorpen gekenmerkt door fabricage van baksteen in steenfabrieken langs de Erft en door de bruinkoolwinning in de regio. Te Türnich bestond reeds in de 19e eeuw bruinkoolwinning; in het dorp stond een grote brikettenfabriek.

## Schloss Türnich
De belangrijkste bezienswaardigheid is het tussen 1757 en 1763 in barokstijl gebouwde kasteel Schloss Türnich. Het kasteel was oorspronkelijk de residentie van de ministerialen namens het Sticht Essen respectievelijk de hertogen van Gulik. In de 19e eeuw kwam het in bezit van leden van het adellijke geslacht Van Hoensbroeck.Het kasteel heeft schade geleden door de bruinkoolwinning in de omgeving, en de stichting, waarin het slot is ondergebracht, beoogt, het op deskundige wijze te restaureren, o.a. door de besteding van de voor de mijnbouwschade ontvangen geldelijke compensatie en enige overheidssubsidies. Anno 2020 komt men voor de volledige uitvoering van de restauratieplannen nog enige tientallen miljoenen euro tekort. Dit geld moet middels opbrengsten van collectes en sponsoring gegenereerd worden.
Het kasteelpark eromheen is beroemd. Daar zijn talrijke stèles van de hand van de uit Slovenië afkomstige kunstenaar Marko Pogačnik opgesteld. Kasteel en slotpark zijn slechts zeer incidenteel voor bezichtiging (in het kader van een rondleiding) voor publiek toegankelijk.

## Varia
Het voormalige gemeentehuis van Türnich is als gecombineerd woon- en bedrijfspand in gebruik.
Direct aan de Bundesstraße 264 (Düren-Keulen) werd een 88,56 ha groot industrieterrein ontwikkeld door de gemeente Kerpen en het energieconcern RWE. Het grenst direct aan twee bestaande bedrijventerreinen (oppervlakte 55,12 ha).